# Plasco Center
Het Plasco Center (Perzisch:ساختمان پلاسکو) was een wolkenkrabber in de Iraanse hoofdstad Teheran.
Dit was het hoogste gebouw van Iran in de 20e eeuw, het tweede hoogste gebouw in Iran. Het werd gebouwd in 1960 in opdracht van de Joods-Iraanse zakenman Habib Elghanian. Elghanian werd in 1979 kort na de Iraanse Revolutie geëxecuteerd. Het gebouw is vernoemd naar de plasticfabrikant Plasco. Op straatniveau was een winkelcentrum.

## Brand en instorting
Op 19 januari 2017 brak in het gebouw een brand uit waarbij de meeste bezoekers zijn gered. Daarna is het gebouw na ongeveer 4 uur ingestort, waarbij 30 brandweerlieden omkwamen. Tijdens de brand werden de naburige ambassades van het Verenigd Koninkrijk, Duitsland en Turkije geëvacueerd. Kortsluiting is als mogelijke oorzaak van de brand genoemd.

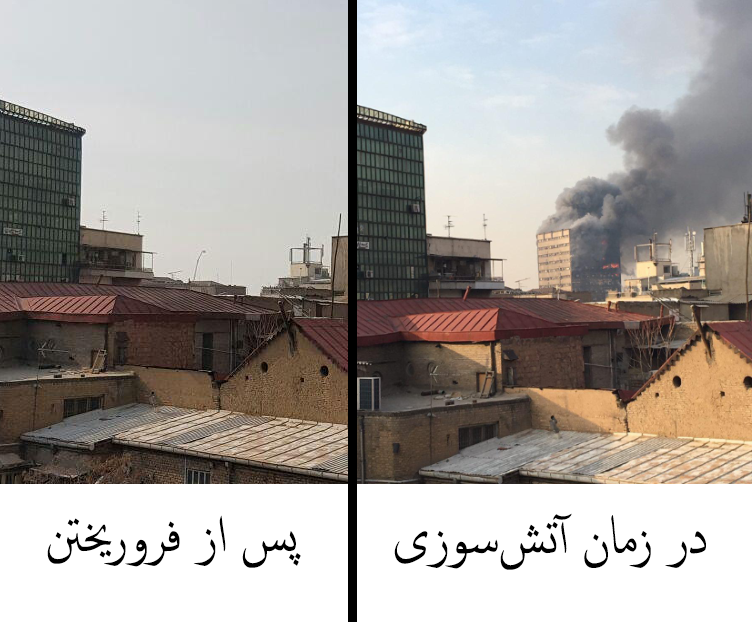
Twee foto's van dezelfde dag: rechts een zichtbare brand, links de plaats waar het gebouw stond